# 102.3 FM
102.3 FM é uma emissora de rádio brasileira sediada em Porto Alegre, capital do estado do Rio Grande do Sul. Opera no dial FM, na frequência 102,3 MHz, e pertence ao Grupo RBS.

## História
A emissora foi fundada como Clube Metrópole FM em 1975, sendo posteriormente adquirida pelo Grupo RBS, e transformada em Itapema FM em 25 de setembro de 1983. Inicialmente priorizava a MPB e adotava o slogan "Som Brasil Bonito", com locução exclusivamente feminina. A emissora estava em desvantagem na audiência para a sua principal concorrente da época, a Bandeirantes FM.
Em 2003, volta a se chamar Itapema FM, e passa a ter uma programação do gênero adult contemporary. No segundo semestre de 2012, deixou de operar no interior do Rio Grande do Sul, dando lugar a afiliadas próprias da Rádio Gaúcha em Caxias do Sul e Santa Maria.
No ano de 2016, após a aquisição das mídias catarinenses do Grupo RBS pelo Grupo NC,